# Станіславово (Ломжинський повіт)
Станіславово (пол. Stanisławowo) — село в Польщі, у гміні Збуйна Ломжинського повіту Підляського воєводства.
Населення — 135 осіб (2011).
У 1975-1998 роках село належало до Ломжинського воєводства.

## Демографія
Демографічна структура станом на 31 березня 2011 року:
|          | Загалом | Допрацездатний вік | Працездатний вік | Постпрацездатний вік |
| -------- | ------- | ------------------ | ---------------- | -------------------- |
| Чоловіки | 77      | 12                 | 49               | 16                   |
| Жінки    | 58      | 10                 | 29               | 19                   |
| Разом    | 135     | 22                 | 78               | 35                   |